# Johann Georg Seidenbusch
Johann Georg Seidenbusch (5. dubna 1661, Mnichov – 10. prosince 1729, Aufhausen) byl německý římskokatolický duchovní, oratorián, skladatel a malíř.

## Život
Narodil se 5. dubna 1661 v Mnichově jako syn soukeníka. Pokřtěn byl v kostele svatého Petra.
Od roku 1651 studoval na jezuitském gymnáziu v Mnichově, které je známo jako Wilhelmsgymnasium. Zde se začal věnovat malbě. V deseti letech poprvé na školní chodbě viděl sochu Panny Marie, která později v jeho životě zahrála velkou roli. Stal se horlivým sodalistou mezi vzkvétající mariánskou studentskou kongregací na škole a byl žádaný i jako malíř. Roku 1658 pomáhal vyzdobit město kvůli návštěvě císaře Leopolda I. Jeho práce na výzdobě byla oceněna tím, že si mohl zvolit jakoukoliv odměnu. Johann si zvolil sochu Panny Marie, která již nebyla vystavovaná na původním místě.
Jeho mariánská úcta byla tak velká, že jednoho dne si ji zvolil za svou nevěstu. Roku 1659 dokončil studium.
Po studiu se stal pomocníkem opata z Opatství Scheyern. I zde pokračoval v malbě. Zde si ho všiml Joachim von Sandrart a pozval ho do své školy. Johann nabídku odmítl a rozhodl se stát knězem. Roku 1661 odešel studovat teologii do Ingolstadtu. O pět let později byl vysvěcen na kněze.
Rok po vysvěcení byl poslán sloužit do Aufhausenu.
Roku 1670 použil podíl peněz z prodeje domů svých rodičů na stavbu poutního kostela. Na tuto stavbu získal také příspěvky od farmářů, šlechticů a řezenského biskupa. Nový kostel byl zasvěcen Panně Marii Sněžné.
Na vídeňském císařskému dvoře si získal velký obdiv. Začal dávat lekce malby císařovně Eleonoře. Císařská rodina ho podporovala i ve vydání jeho prvních hymnů.
Okolo roku 1672 založil skupinu stejně smýšlejících kněží. O tři roky později odešel do Říma, kde vstoupil do kongregace Oratoriánů, založené svatým Filipem Neri. Po svém návratu do Aufhausenu založil první německou oratoř při opatství Aufhausen.
Roku 1695 byla jeho kongregace v Aufhausenu schválena papežem Inocencem XIII. Johann byl ustanoven prvním proboštem. Roku 1701 založil oratoř ve Vídni a roku 1702 v Mnichově.
Zemřel 10. prosince 1729.

## Proces svatořečení
Proces svatořečení byl zahájen roku 2015 v diecézi Řezno.